# Ferro-catoforite
La ferro-catoforite (simbolo IMA: Foktp) è un raro minerale del supergruppo dell'anfibolo, all'interno del quale viene collocato nel "gruppo degli anfiboli con W(OH,F,Cl)-dominante" e da lì al sottogruppo degli anfiboli di sodio-calcio dove occupa un posto nel "gruppo contenente la radice catoforite nel nome"; essendo un anfibolo, appartiene agli inosilicati e pertanto alla famiglia minerale dei "silicati", e possiede composizione chimica Na(NaCa)(Fe2+4Al)(Si7Al)O22(OH)2.
La ferro-catoforite è definita con:
- catione sodio dominante in posizione A
- catione ferro ferroso (Fe2+) dominante in posizione C2+
- catione alluminio dominante in posizione C3+
- anione idrossile (OH-) dominante in posizione W.

## Etimologia e storia
Il minerale è stato descritto per la prima volta nel 1894 e definito con il nome di "catoforite" nelle revisioni della nomenclatura degli anfiboli del 1978 e del 1997. La revisione della nomenclatura del 2012 ha attribuito il nome catoforite al membro con magnesio dominante nel sito C pertanto questo minerale è stato rinominato ferro-catoforite.

## Classificazione
La classica nona edizione della sistematica dei minerali di Strunz, aggiornata dall'Associazione Mineralogica Internazionale (IMA) fino al 2009, elenca la ferro-catoforite con il nome catoforite e la colloca nella classe "9. Silicati (germanati)" e da lì nella sottoclasse "9.D Inosilicati"; questa viene suddivisa più finemente in base alla struttura cristallina del minerale, in modo tale che la ferro-catoforite (catoforite) possa essere trovata nella sezione "9.DE Inosilicati con catene doppie di periodo 2, Si4O11; clinoanfiboli" dove forma il sistema nº 9.DE.20.
Tale classificazione viene mantenuta anche nell'edizione successiva, proseguita dal database "mindat.org".
Nella Sistematica dei lapis (Lapis-Systematik) di Stefan Weiß la ferro-catoforite è nella classe dei "silicati" e da lì nella sottoclasse degli "inosilicati"; qui il minerale si trova nella sezione di quelli che hanno struttura "[Si4O11] a due bande 6-; anfiboli Na-Ca" dove forma il sistema nº VIII/F.09.

## Abito cristallino
La ferro-catoforite cristallizza nel sistema monoclino nel gruppo spaziale C2/m (gruppo nº 12) con i parametri reticolari a = 9,852(2) Å, b = 18,038(3) Å, c = 5,2905(7) Å e β = 103,635(8)°, oltre ad avere 2 unità di formula per cella unitaria.

## Origine e giacitura
La ferro-catoforite è un minerale piuttosto raro ed è stata trovata in poco più di una ventina di siti sparsi per il mondo.
Qui si ricordano solo le sue località tipo, ben tre e tutte in Norvegia: Gruesletten (59.96842°N 10.88341°E) nella contea di Oslo; Lågendalen presso Larvik (contea di Vestfold); il "Kjose - Oklungen Railway cut", anch'esso presso Larvik.

## Forma in cui si presenta in natura
La ferro-catoforite è da da trasparente a traslucida con lucentezza vitrea; il colore può essere nero, nero-verdastro o nero-bluastro.